# Канов Сергій Дмитрович
Сергій Дмитрович Канов (24 липня 1954, Дніпропетровськ) — радянський і російський яхтсмен, заслужений майстер спорту Росії, тренер.
Займався вітрильним спортом у Дніпропетровську під керівництвом Євгена Калини.
У 1983 році в класі «Солінг» разом з Георгієм Шайдуком та Володимиром Груздєвим посів друге місце в Чемпіонаті СРСР та Кубку СРСР. Разом із Шайдуко та Миколою Поляковим завоював бронзову медаль на Чемпіонаті світу з солінгу 1987 року і дві медалі на Чемпіонаті Європи з солінгу, золоту в 1987 році та бронзову в 1985 році.
Після цього на тренерській роботі в Росії. У 1996 році разом з Іллею Михайловим тренував російський екіпаж (Георгій Шайдуко, Ігор Скалін та Дмитро Шабанов) на Літніх Олімпійських іграх у США, який виграв срібні медалі.
Заслужений працівник фізичної культури Російської Федерації (1997).